# Полиомавирус клеток Меркеля
Полиомавирус клеток Меркеля (англ. Human polyomavirus 5, ранее Merkel cell polyomavirus) — вид полиомавирусов из рода Alphapolyomavirus. Является ДНК-содержащим онковирусом, вероятно, вызывающим большинство случаев заболевания карциномой клеток Меркеля — агрессивной формой рака кожи. Около 80 % карцином данного типа инфицированы MCPyV. Данный вирус является крайне распространённым, считается, что большинство людей инфицируются в детстве и подростковом периоде.
Вирус был впервые описан в 2008 году, это первый вирус, обнаруженный с помощью беспристрастного метагеномного секвенирования нового поколения (англ. unbiased metagenomic next-generation sequencing) с использованием технологии цифрового вычитания транскриптома (англ. digital transcriptomic subtraction).

## Систематика
Полиомавирусы — малые (~5200 пар оснований) безоболочечные двухцепочечные ДНК-содержащие вирусы. MCPyV — пятый по времени открытия полиомавирус, способный инфицировать человека.
Полиомавирус клеток Меркеля генетически близок к лимфотропному полиомавирусу африканских зелёных мартышек (англ. African green monkey lymphotropic polyomavirus).